# 急☆上☆Show!!
《急☆上☆Show!!》，為日本男偶像團體關西傑尼斯8的第10張單曲。

## 概要
- PV內容為神秘導演所拍攝的TV Show!!
- 另收錄於夏季演唱會「TOUR 2∞9 PUZZLE」京瓷巨蛋大阪公演時，收錄fans和聲的所製成的歌曲「ひとつのうた」。
- 初回限定盤A．B的收錄歌曲雖然相同，但是所附贈的DVD内容卻不同。
- 通常盤的部分則是另外收錄2首新歌。
- 將主打歌的PV製作成DVD是繼「∞SAKAおばちゃんROCK」之後的第二次。

## 收錄歌曲

### 初回限定盤A
1. 急☆上☆Show!! 
  - 作詞・作曲：TAKESHI 編曲：久米康隆 / TAKESHI
2. ひとつのうた 
  - 作詞・作曲・編曲：大西省吾

特典DVD
『急☆上☆Show!!』(Music Clip)

### 初回限定盤B
1. 急☆上☆Show!!
2. ひとつのうた

特典DVD
『ひとつのうた』(Music Clip)

### 通常盤
1. 急☆上☆Show!!
2. Brilliant Blue 
  - 作詞・作曲・編曲：葉山拓亮
3. cinematic 
  - 作詞・作曲：マシコタツロウ 編曲：野間康介
4. ひとつのうた

5~8為以上4首歌的Original Karaoke，一共收錄8個曲目